# Acuidade visual

Gráfico de Snellen.

Acuidade visual (AV) refere-se à clareza de visão. A acuidade visual depende de fatores óticos e neurais, ou seja, (i) a nitidez do foco retiniano dentro do olho humano, a saúde e o funcionamento da retina e a sensibilidade da faculdade interpretativa do cérebro.
Uma causa comum de baixa acuidade visual é  erro refrativo (ametropia), ou erros em como a luz é refratada no globo ocular. Causas de erros de refração incluem aberrações na forma do globo ocular ou córnea e redução da flexibilidade da lente Lente (anatomia). Erro de refração muito alto ou muito baixo (em relação ao comprimento do globo ocular) é a causa de miopia ou hipermetropia] (o estado de refração normal é referido como emetropia). Outras causas ópticas são astigmatismo ou irregularidades corneanas mais complexas. Essas anomalias podem ser corrigidas principalmente por meios ópticos (como óculos, lentes de contato, cirurgia a laser, etc.).
Fatores neurais que limitam a acuidade estão localizados na retina ou no cérebro (ou o caminho que leva até lá). Exemplos para o primeiro são uma retina separada e degeneração macular, para citar apenas dois. Outro comprometimento comum, ambliopia, é causado pelo fato de o cérebro visual não ter se desenvolvido adequadamente na primeira infância. Em alguns casos, a baixa acuidade visual é causada por lesões cerebrais, como por exemplo, lesão cerebral traumática ou derrame cerebral. Quando os fatores ópticos são corrigidos, a acuidade pode ser considerada uma medida do bom funcionamento neural.